# Distrito de Basti
Basti (en hindi; बस्ती जिला, urdu; ضلع بستی) es un distrito de India en el estado de Uttar Pradesh. Código ISO: IN.UP.BS.
Comprende una superficie de 2688 km².
El centro administrativo es la ciudad de Basti.

## Demografía
Según censo 2011 contaba con una población total de 2461056 habitantes.